# Hackettstown
Hackettstown és una població dels Estats Units a l'estat de Nova Jersey. Segons el cens del 2008 tenia 9.511 habitants.

## Demografia
Segons el cens del 2000, Hackettstown tenia 10.403 habitants, 4.134 habitatges, i 2.530 famílies. La densitat de població era de 1.085,6 habitants/km².
Dels 4.134 habitatges en un 30,2% hi vivien nens de menys de 18 anys, en un 48% hi vivien parelles casades, en un 9,3% dones solteres, i en un 38,8% no eren unitats familiars. En el 31,7% dels habitatges hi vivien persones soles l'11% de les quals corresponia a persones de 65 anys o més que vivien soles. El nombre mitjà de persones vivint en cada habitatge era de 2,41 i el nombre mitjà de persones que vivien en cada família era de 3,1.
Per edats la població es repartia de la següent manera: un 22,7% tenia menys de 18 anys, un 10% entre 18 i 24, un 33,9% entre 25 i 44, un 21,2% de 45 a 60 i un 12,2% 65 anys o més.
L'edat mediana era de 35 anys. Per cada 100 dones de 18 o més anys hi havia 89,6 homes.
La renda mediana per habitatge era de 51.955 $ i la renda mediana per família de 64.383 $. Els homes tenien una renda mediana de 44.420 $ mentre que les dones 31.110 $. La renda per capita de la població era de 24.742 $. Aproximadament el 2,3% de les famílies i el 4,8% de la població estaven per davall del llindar de pobresa.

## Poblacions més properes
El següent diagrama mostra les poblacions més properes.